# 蜇伏半鈎鯰
蜇伏半鈎鯰，為輻鰭魚綱鯰形目甲鯰科的其中一種，為熱帶淡水魚，分布於南美洲蘇利南、法屬圭亞那Maroni河流域，體長可達39公分，棲息在底層水域，以藻類及有機碎屑為食，生活習性不明。

## 扩展阅读
維基物種上的相關：蜇伏半鈎鯰